# Lo speziale
Lo speziale és una òpera en tres actes de Joseph Haydn, amb llibret de Carlo Goldoni. S'estrenà al Teatre del Palau Esterházy d'Esterház el 1768.
Els primers anys de l'estada amb els Esterházy, Haydn visqué a Eisenstadt. Quan la família es traslladà a Esterház, el músic els acompanyà, i allà compongué principalment música instrumental, com ara simfonies i peces per als concerts que es feien dos cops per setmana al palau, així com obres per a baríton (viola di bordone), l'instrument que tocava el príncep. No obstant això, també treballà en el gènere operístic, i el 1768 compongué l'òpera Lo speziale.	